# 石人子溝文化
石人子溝文化  (簡体字: 石人子沟文化, ca. 410–190 BCE、別名東黒溝 (簡体字: 东黑沟)）は、タリム盆地の東部のバルクル・カザフ自治県にある石人子溝遺跡で発見された考古学的文化である。
新疆ウイグル自治区東部の石人子溝と西溝の遺跡から出土した遺骨証拠は、紀元前4世紀までに中国北西部の国境沿いで乗馬と騎馬弓術の両方が行われていたことを示している。 
紀元前200年頃の石人子溝遺跡の鉄器時代の個体に関する遺伝的研究では、西ユーラシア人と東ユーラシア人の遺伝子プールがかなりバランスよく混合していることが示された。 西ユーラシアの構成要素はヤムナヤ関連であり、東ユーラシアの構成要素は北東アジアに関連していた。ヤムナヤの要素は、石人子溝の人々が北のアファナシエヴォ文化 に由来し、インド・ヨーロッパ語を話した可能性が高いことを示唆している。これは、BMACとアンドロノヴォ文化の起源を支持する仮説である「バクトリアのオアシス仮説」ではなく、トカラ人に関するアファナシエボ仮説 (しばしば「草原仮説」と呼ばれる) を補強するものである。
文化的には、石人子溝遺跡は、東に近い近隣のヤンブラケ文化および北西のアルタイ地方のパジリク文化（鹿の形をしたグリフィンのモチーフ）と強い親和性を示した。 シレン子溝文化は、しばしばパジリク文化の最東端の拡大であると考えられることもある。数珠なども中国から伝来している。
考古学的および遺伝的証拠を見ると、この地域は月氏の起源地域であることが示唆されている。岳公台-西黒溝の遺跡は、新疆ウイグル自治区のバルコル県のバルコル文化に対応する。これにより月氏族は西のスベシ文化、東のヤンブラク文化、北のチェムルチェク文化の残骸と、南は中国の中原から約千キロ離れた広大な砂漠地帯の間に位置したであろう。

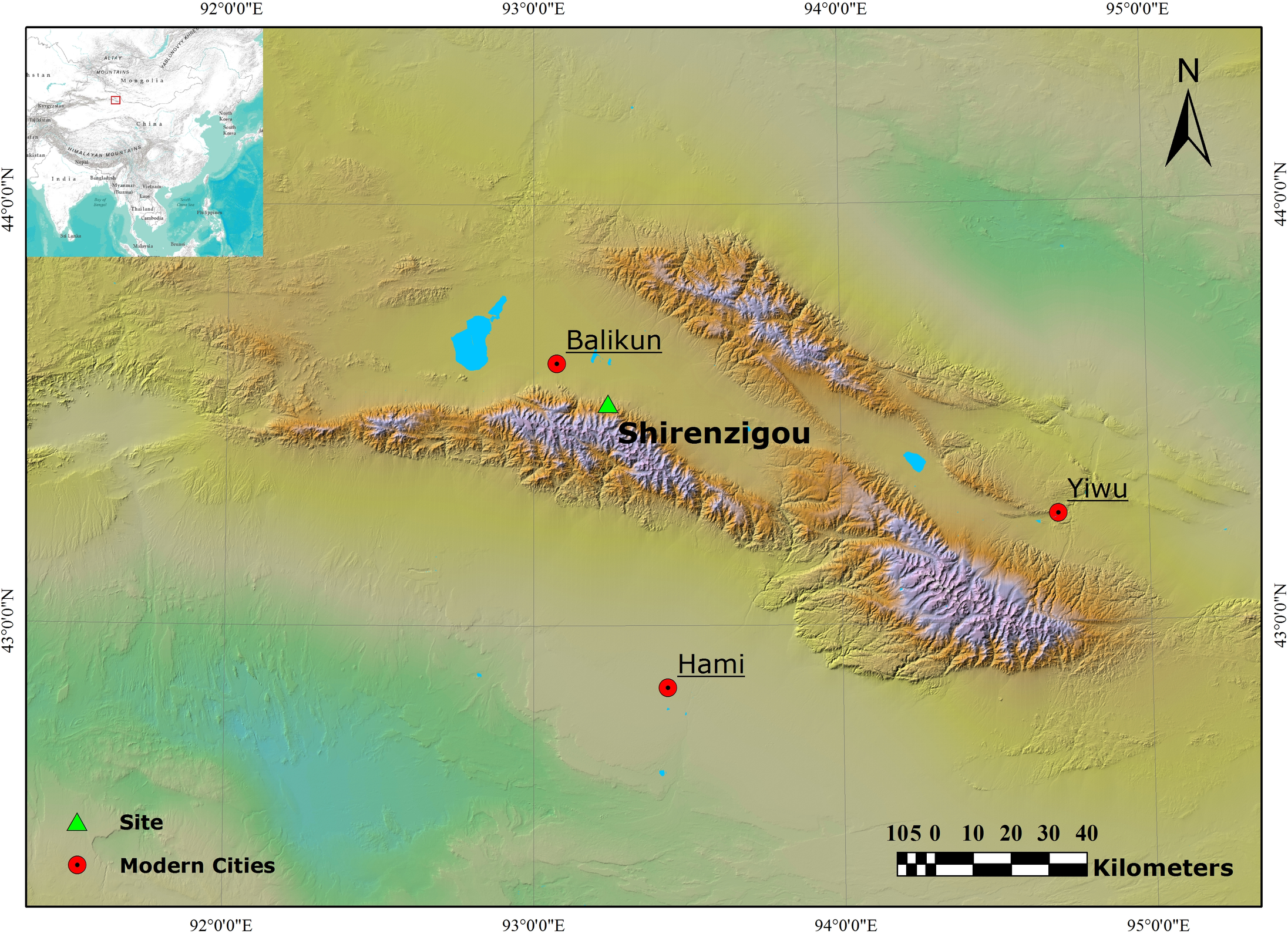
石人子溝遺跡の地図
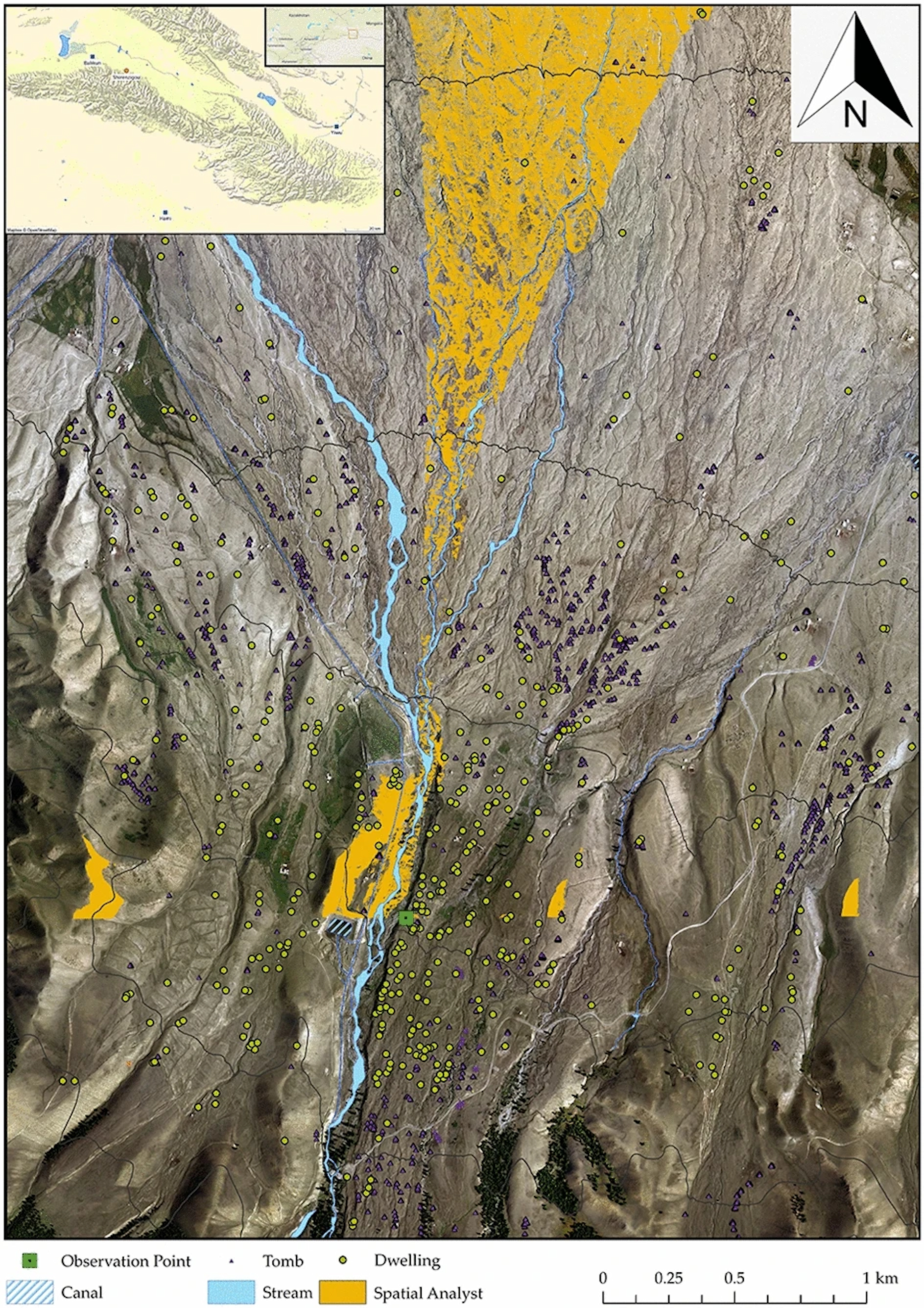
石人子溝遺跡の住居跡 (yellow circles) and 墓 (purple triangles)
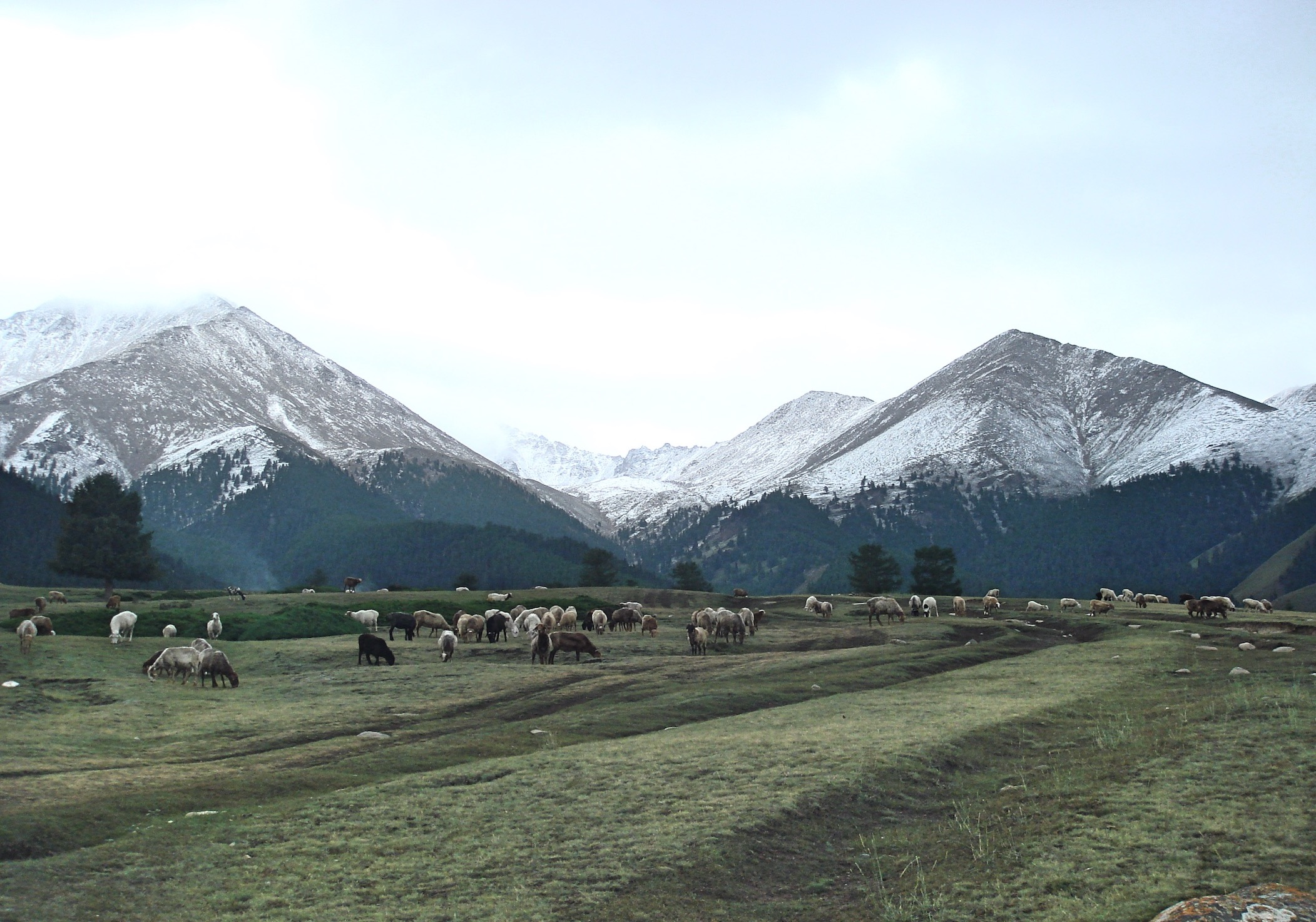
バルクル・カザフ自治県の石人子溝遺跡の周囲の風景
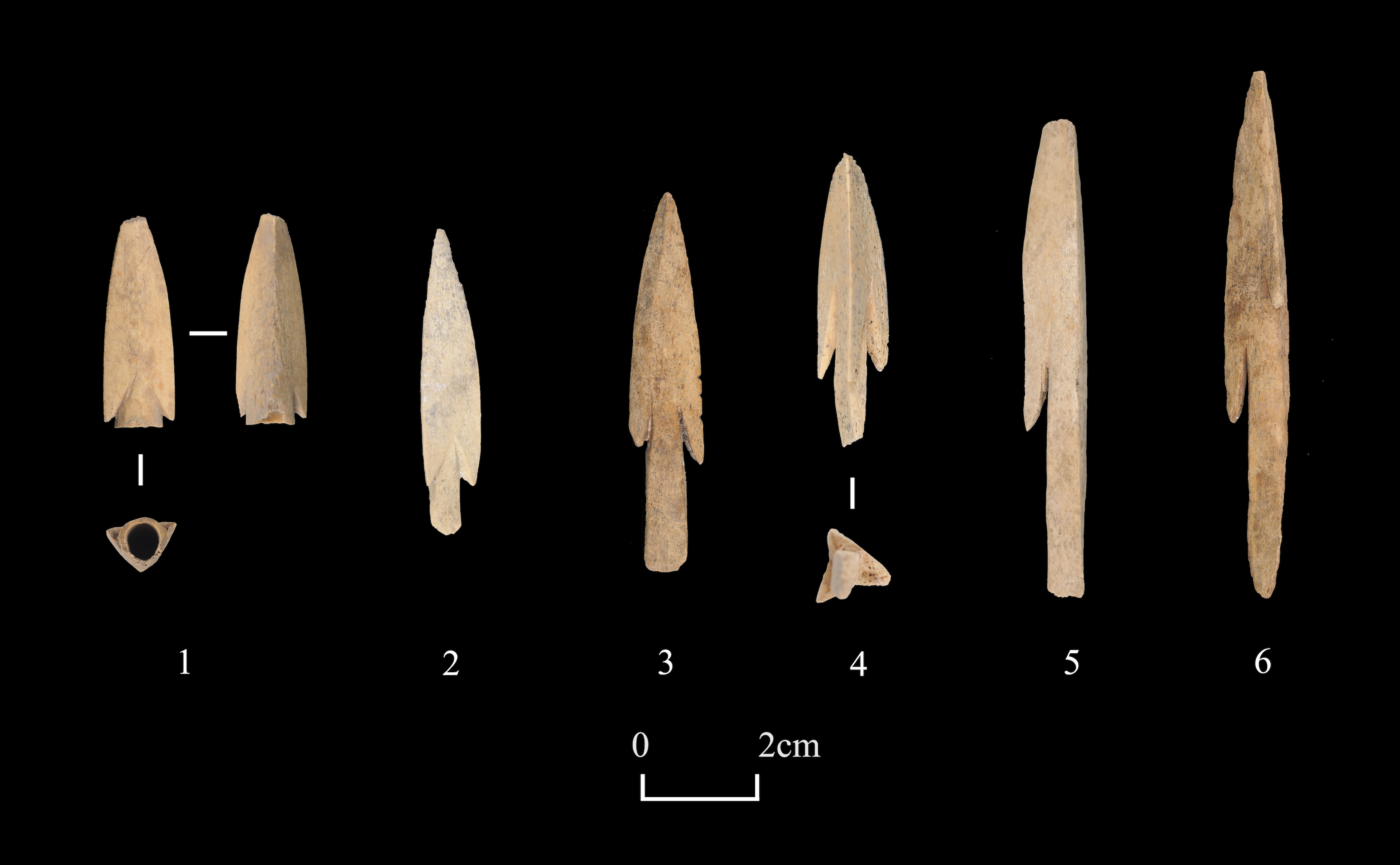
石人子溝遺跡の骨の鏃
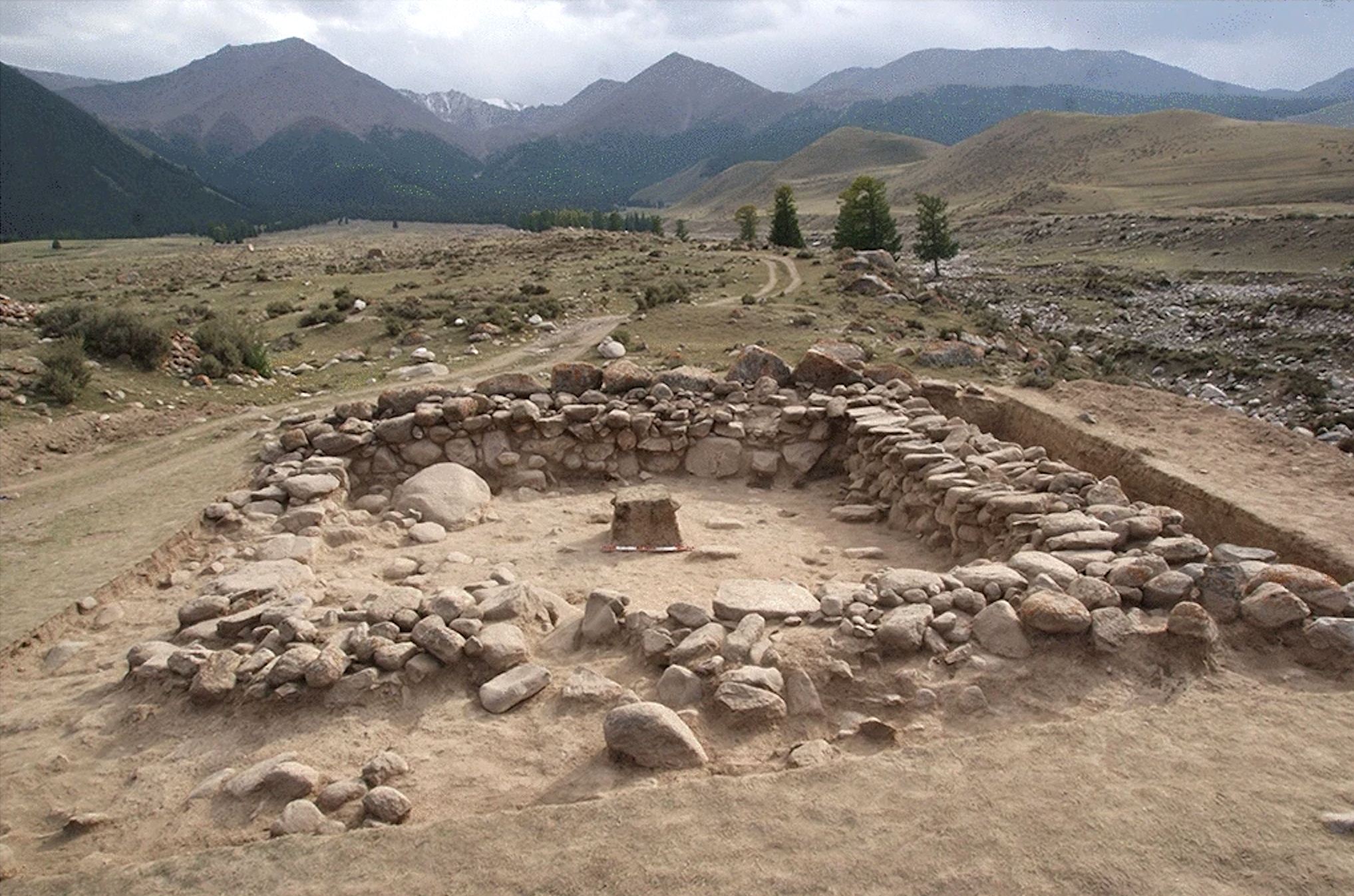
石人子溝遺跡住居跡 F2 (北から)
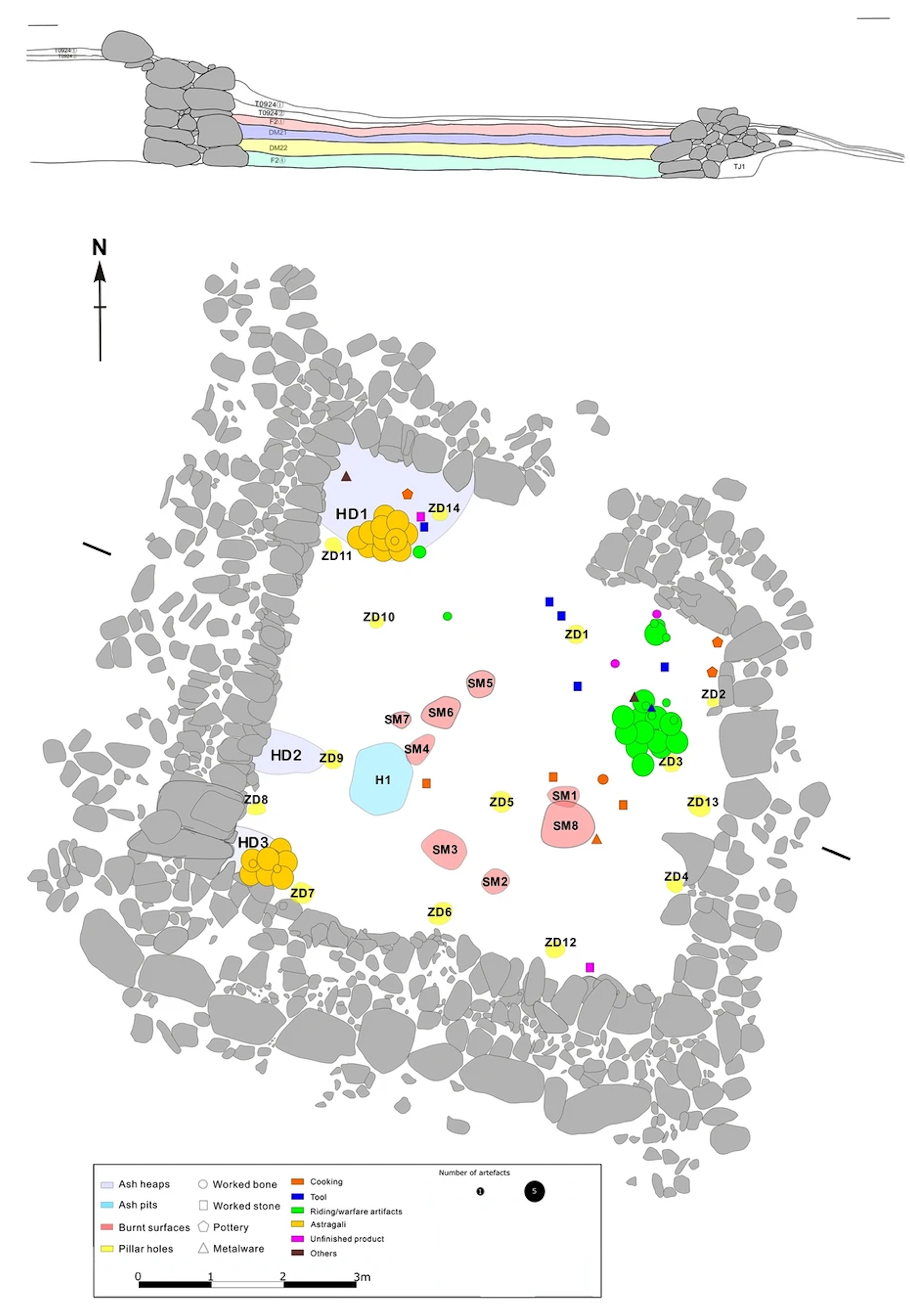
石人子溝遺跡住居跡 F2, 人工物
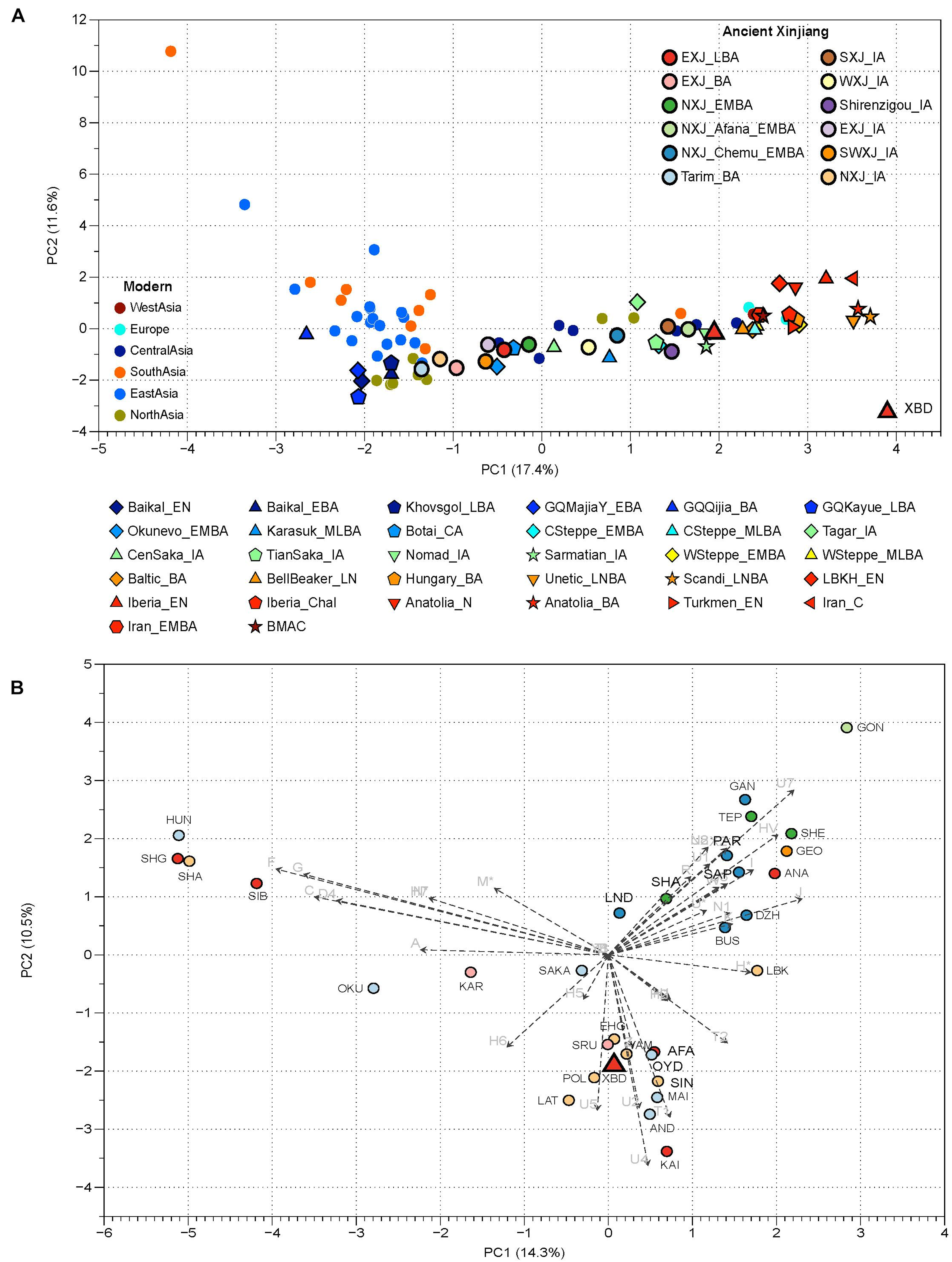
石人子溝遺跡のサンプルを使用した、古代および現在のユーラシア人集団のミトコンドリア DNA (mtDNA) ハプログループ頻度に基づく主成分分析 (PCA)

## 参照
1. ↑  Wang, Yuxuan; Monteith, Francesca; Xi, Tongyuan; Ren, Meng; Li, Daren; Hu, Songmei; Wang, Jianxin; Festa, Marcella et al. (16 March 2023). “New evidence for regional pastoral practice and social complexity in the Eastern Tianshan Mountains in the first millennium BCE” (英語). Scientific Reports 13 (1):  4338. doi:10.1038/s41598-023-31489-9. ISSN 2045-2322.
2. ↑  Li, Yue; Zhang, Chengrui; Taylor, William Timothy Treal; Chen, Liang; Flad, Rowan K. et al. (24 November 2020). “Early evidence for mounted horseback riding in northwest China” (英語). Proceedings of the National Academy of Sciences 117 (47):  29569–29576. Bibcode: 2020PNAS..11729569L. doi:10.1073/pnas.2004360117. ISSN 0027-8424. PMC 7703595. PMID 33139545.
3. 1 2 3 4 5  Ning, Chao; Wang, Chuan-Chao; Gao, Shizhu; Yang, Yang; Zhang, Xue; Wu, Xiyan; Zhang, Fan; Nie, Zhongzhi et al. (5 August 2019). “Ancient Genomes Reveal Yamnaya-Related Ancestry and a Potential Source of Indo-European Speakers in Iron Age Tianshan”. Current Biology 29 (15):  2526–2532.e4. doi:10.1016/j.cub.2019.06.044. ISSN 0960-9822. "我々の研究結果は、ヤムナヤおよび/またはアファナシェヴォ文化に関連した祖先が、少なくとも紀元前 2 千年紀以来、さらに南にジュンガリー盆地を通って新疆の天山山脈の北斜面に拡大したことを示唆しており、したがって、新疆ウイグル自治区の初期の人々に対する「草原仮説」を裏付けるものである。"
4. ↑  Rubinson, Karen S.; Linduff, Katheryn M. (February 2023). “Deer or Horses with Antlers? Wooden Figures Adorning Herders in the Altai” (英語). Arts 12 (1):  Figure 1. Map of Pazyryk Culture Sites. doi:10.3390/arts12010029. ISSN 2076-0752.
5. ↑  Lan-Hai Wei, Ryan; Li, Hui (2013). “The separate origins of the Tocharians and the Yuezhi: Results from recent advances in archaeology and genetics”. International Conference on Tocharian Manuscripts and Silk Road CultureAt: University of Vienna, Vienna. 26–28 June 2013..